# Poseidon
Poseidon (tiếng Hy Lạp: Ποσειδῶν) là một trong 12 vị thần ngự trị trên đỉnh Olympia trong Thần thoại Hy Lạp, là vị thần cai quản biển cả, và "người rung chuyển Trái Đất", điều khiển các trận động đất, gây ra bởi các thần mã của Poseidon. Poseidon được miêu tả với hình ảnh một người đàn ông lớn tuổi với mái tóc xoăn và bộ râu bạc.
Những vị thần biển Rodon trong thần thoại Illyria, Nethuns trong thần thoại Etrusca, và Neptune trong thần thoại La Mã đều tương tự như Poseidon. Poseidon là anh trai của Thần Zeus, em trai của Hades. Ông là vị thần hộ vệ cho nhiều thành phố của Hy Lạp, mặc dù bị mất quyền bảo vệ Athens vào tay của Athena. Lục địa bí ẩn Atlantis được chọn là thủ phủ của ông.

## Thần Thoại Hy Lạp
Khi thời kì thống trị của các Titans bị sụp đổ, Poseidon trở thành chúa tể biển cả. Sau khi cha mình là Titan Cronus bị 3 người con trai lật đổ: Zeus chiếm Bầu trời, Hades chiếm thế giới dưới lòng đất, Poseidon chiếm biển cả.
Poseidon liên kết với các hải thần mã của mình, quê hương ở vùng đất phía đông, giữa Âu-Ấn, lấn át các Titan biển cả cũ là Proteus và Nereus.

## Ra đời

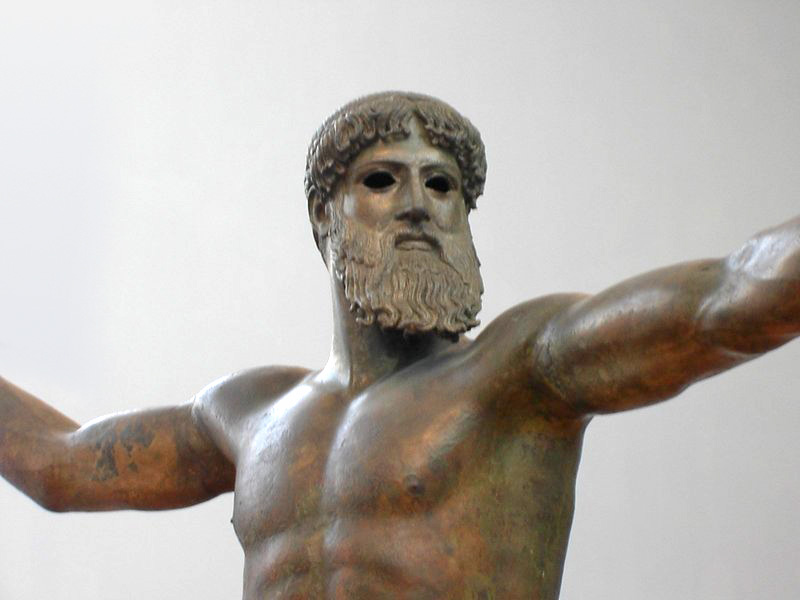
Tượng Poseidon

Poseidon là con trai thứ hai của Cronus và Rhea. Ông bị Cronus nuốt khi sinh ra sau đó được Zeus cứu thoát cùng anh chị em khác của mình. Tuy nhiên trong một số phiên bản của câu chuyện, giống như em trai Zeus, ông không chịu số phận như những người anh chị em khác của mình. Ông đã được mẹ của mình là Rhea cứu thoát bằng cách giấu ông trong một đàn cừu và giả vờ đã sinh ra một con lừa con và bà đưa cho Cronus ăn tươi nuốt sống.
Theo John Tzetzes, các bà đỡ của Poseidon là Arne, đã không nói nơi giấu ông khi Cronus tìm kiếm; theo Diodorus Siculus, Poseidon được nuôi dưỡng bởi Telchines trên đảo Rhodes, cũng như Zeus đã được nuôi dưỡng bởi Korybantes trên đảo Crete.
Theo một tài liệu tham khảo duy nhất trong Iliad, khi thế giới bị phân chia cho 3 anh em, Zeus nhận được bầu trời, Hades nhận thế giới dưới lòng đất và Poseidon nhận biển cả. Trong Odyssey (v.398), Poseidon có một ngôi nhà ở Aegae.

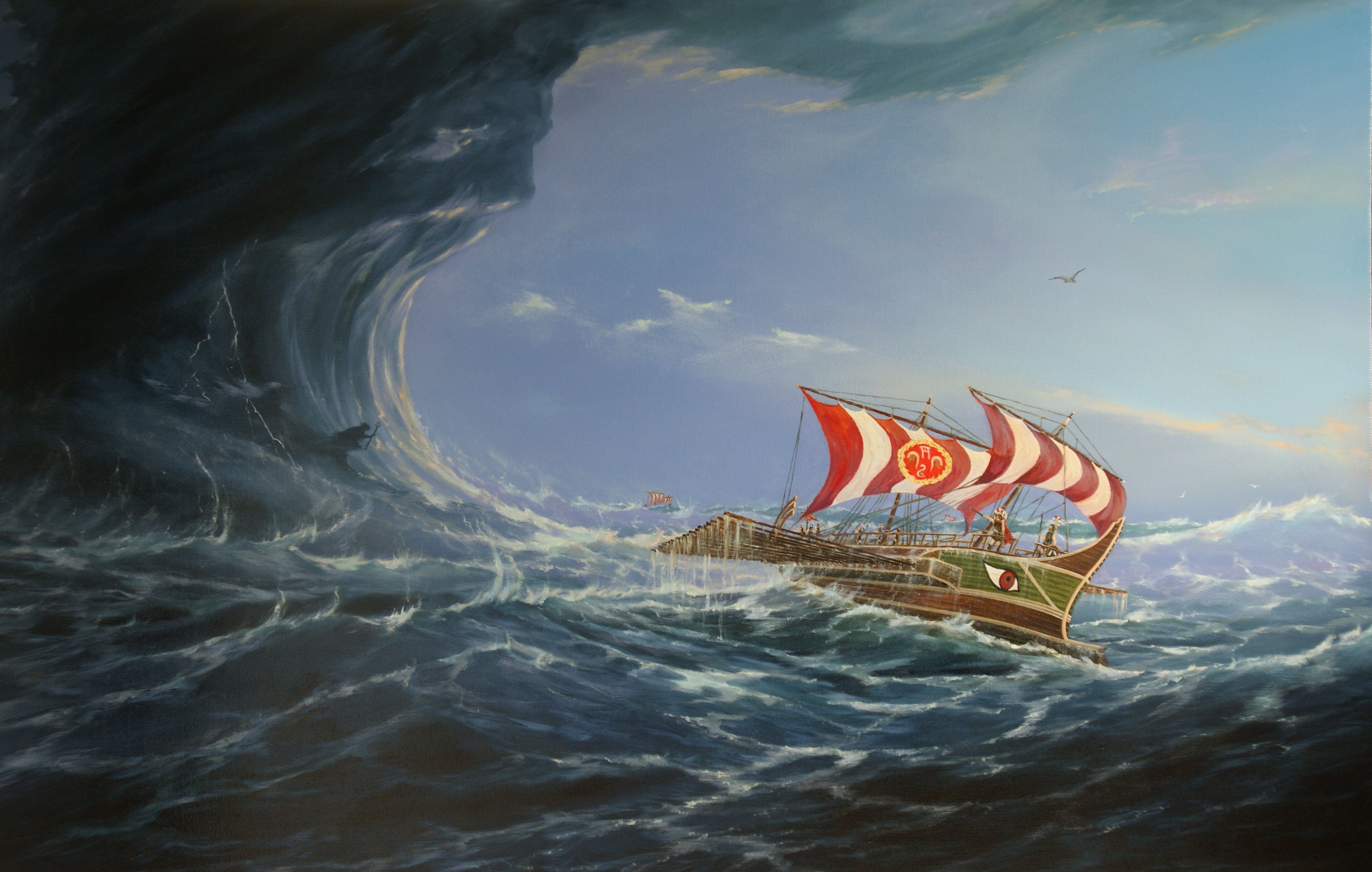
Bức tranh sơn dầu "The Wrath of Poseidon" của Vladimir Kosov 137х198 trên canvas 2016

## Tranh giành Athens
Athena đã trở thành người sáng lập và bảo trợ Athens sau khi cạnh tranh với Poseidon. Tại lễ hội, các Skira, các linh mục của Athena và các linh mục của Poseidon quyết định mỗi vị thần sẽ tặng cho người dân Athens một món quà và người dân Athens sẽ chọn một món quà mà họ ưa thích và vị thần đó sẽ trở thành người bảo trợ cho thành phố. Poseidon nện xuống mặt đất với cây đinh ba của mình và một dòng suối hiện lên trước mắt người dân Athen, nhưng dòng suối chảy qua lại là nước mặn chát. Còn Athena đã tặng cho họ một cây ô liu.
Người dân Athens và vua của họ, Erectheus, đã chọn cây ô liu vì cây ô liu cho gỗ, dầu và thực phẩm. Sau trận đấu, tức điên lên vì thua, Poseidon đã gửi một lũ quái vật bay đến để trừng phạt người dân Athens vì đã không chọn ông. Huyền thoại này giải thích cho nguyên nhân: Poseidon dẫn con trai ông Eumolpus, chống lại thành Athens và giết chết Erectheus trong sự tức giận.
Cuộc thi của Athena và Poseidon là chủ đề của các phù điêu trên tường phía tây của đền Parthenon, cái nhìn đầu tiên đập vào mắt du khách.
Huyền thoại này được tạo nên phản ánh một cuộc đụng độ giữa những người dân trong thời gian Mycenaean và những người nhập cư mới. Thật thú vị khi lưu ý rằng Athens ở thời kì hoàng kim có một sức mạnh trên biển mạnh mẽ, tại thời điểm này đã đánh bại hạm đội Ba Tư tại đảo Salamis trong một trận hải chiến. (Các thần mã của Poseidon có nguồn gốc phía đông, phía Ba Tư)

## Xây dựng thành Troy
Poseidon và Apollo đã xúc phạm đến thần Zeus, vì đã gây ra cuộc nổi loạn chống lại Zeus dưới bàn tay xúi giục của Hera. Thần Zeus tức giận đã tước quyền thiêng liêng của họ và bắt phải phục vụ dưới quyền vua Laomedon thành Troy. Dưới sự sai bảo của Vua Laomedon, ông đã xây dựng các bức tường thành lớn vững chắc xung quanh thành phố cho thành Troy. Nhưng sau đó, trước cuộc chiến thành Troy, ông đã trả thù bằng cách gửi một con quái vật biển đến tấn công thành Troy. Heracles đã ra tay giết con quái vật.
Trong cuộc chiến thành Troy, Poseidon đứng về phía Agamemnon. Ông có công bắt người thầy tu đã phát hiện ra âm mưu của quân Hy Lạp và giúp quân Hy Lạp chiến thắng với truyền thuyết Con ngựa thành Troy. Tuy nhiên mọi chiến công của ông nhanh chóng bị lãng quên khi các chiến binh Hy Lạp trên đường trở về bị chết bởi sức mạnh của biển cả và chôn vùi dưới đáy đại dương. Odysseus có lẽ là vị tướng may mắn nhất khi thoát được về Ithaca sau nhiều năm lênh đênh trên đại dương nhờ sự giúp đỡ từ Athena. Agamemnon thì bị giết khi trở về nhà bởi chính người vợ của mình, tương truyền là do cô ta đã ngoại tình khi vị vua này ra đi.

## Chuyện tình của Poseidon
Poseidon có rất nhiều người tình thuộc cả hai giới (xem danh sách mở rộng dưới đây). Phối ngẫu của thần là Amphitrite, một tiên nữ và nữ thần biển cả, con gái của Nereus và Doris.
Poseidon là cha của nhiều anh hùng. Ông được cho là cha của anh hùng Theseus nổi tiếng.
Một phụ nữ Tyro đã kết hôn với Cretheus (và đã có một con trai tên Aeson) nhưng lại yêu Enipeus, một vị thần sông. Cô theo đuổi Enipeus, nhưng bị từ chối. Một ngày nọ, Poseidon, lòng đầy ham muốn Tyro, đã cải trang thành Enipeus, và quan hệ với cô. Họ đã sinh ra 2 bé trai sinh đôi, Pelias và Neleus, sau nay trở thành những vị anh hùng.
Poseidon cũng đã ngoại tình với Alope, cháu gái của mình là con của Cercyon, con trai ông, sinh ra các anh hùng Attic, Hippothoon. Cercyon phát hiện và chôn sống Alope. Poseidon biến cô thành mùa xuân, Alope, gần Eleusis.
Poseidon cứu thoát cô gái Amymone từ tay một thần rừng phóng đãng. Sau đó họ có một đứa con tên là Nauplius.
Caeneus nhờ vả Poseidon biến mình thành chiến binh nam. Poseidon đã hãm hiếp cô sau đó mới hoàn thành yêu cầu của cô và biến nàng thành một chiến binh nam.
Một phụ nữ tên Cleito từng sống trên một hòn đảo cô lập, Poseidon đã yêu say đắm nàng. Để bảo vệ cô, Poseidon đã biến hòn đảo đó thành Atlantis. Cô sinh được 5 bé trai sinh năm (con đầu lòng là người được đặt tên là Atlas) đã trở thành nhà lãnh đạo đầu tiên của Atlantis.
Không phải tất cả con của Poseidon đều là con người. Trong một huyền thoại cổ xưa, Poseidon một lần theo đuổi chị gái ông, Demeter. Cô muốn trốn thoát đã biến mình thành một con ngựa để có thể ẩn mình trong đàn ngựa, ông đã nhìn thấy và biến thành một con ngựa để bắt cô. Con của họ là một con ngựa -Arion- có khả năng nói tiếng người.
Poseidon cũng đã có quan hệ tình dục với Medusa trên sàn của ngôi đền Athena. Medusa sau đó đã bị biến thành một con quái vật bởi Athena. Sau đó cô ta bị chặt đầu bởi người anh hùng Perseus. Chrysaor và Pegasus xuất hiện từ cổ của Medusa.
Ngoài ra còn có Triton (các nhân ngư thần), Polyphemus (các Cyclops) và, cuối cùng, Alebion và Bergion và Otos và Ephialtae (người khổng lồ).

### Danh sách người tình và con cái của Poseidon

#### Nữ giới
1. Amphitrite
  1. Triton
  2. Benthesikyme ( có thể)
  3. Rhode (có thể)
  4. Erytheia
  5. Antheia
  6. Eudaimonia
2. Aphrodite
  1. Rhode (có thể)
  2. Herophile the Sibyl (có thể)
3. Demeter, chị gái Poseidon
  1. Despoina
  2. Areion, con ngựa biết nói
4. Gaea
  1. Antaeus
  2. Charybdis
5. Hestia, chị gái Poseidon (tán tỉnh nhưng không thành công)
6. Aba, nữ thần
  1. Ergiscus
7. Agamede
  1. Dictys
8. Aethra
  1. Theseus
9. Alistra
  1. Ogygus
10. Alcyone
  1. Aethusa
  2. Hyrieus
  3. Hyperenor
  4. Hyperes
  5. Anthas
11. Alope
  1. Hippothoon
12. Amphimedusa, Danaid
  1. Erythras
13. Amymone
  1. Nauplius
14. Arene
  1. Idas (có thể)
15. Arne/Melanippe
  1. Aeolus
  2. Boeotus
16. Arethusa
  1. Abas
17. Ascre
  1. Oeoclus
18. Astydameia, con gái của Phorbas
  1. Caucon
19. Astypalaea
  1. Ancaeus
  2. Eurypylus của Kos
20. Beroe (con gái của Aphrodite)
21. Boudeia/Bouzyge
  1. Erginus
22. Caenis
23. Calchinia
  1. Peratus
24. Canace
  1. Hopleus
  2. Nireus
  3. Aloeus
  4. Epopeus
  5. Triopas
25. Celaeno (Pleiad hoặc con gái của Ergeus)
  1. Lycus
  2. Nycteus
  3. Eurypylus (Eurytus) của Cyrene
  4. Lycaon
26. Celaeno, Danaid
  1. Celaenus
27. Cerebia[1]
  1. Dictys
  2. Polydectes
28. Ceroessa
  1. Byzas
29. Cleodora
  1. Parnassus
30. Chione
  1. Eumolpus
31. Chrysogeneia
  1. Chryses, Minyas
32. Corcyra, nữ thần
  1. Phaeax
33. Coronis
34. Diopatra, nữ thần núi Othrys
35. Euryale, con gái của Minos
  1. Orion (có thể)
36. Eurycyda
  1. Eleius
37. Eurynome (Eurymede), con gái của Nisos
  1. Bellerophon
38. Euryte/Bathycleia
  1. Halirrhothius
39. Halia
  1. Rhode (có thể)
  2. sáu con trai
40. Harpale/Scamandrodice/Calyce
  1. Cycnus
41. Helle
  1. Almops
  2. Edonus
  3. Paion
42. Hermippe
  1. Minyas (có thể)
43. Hippothoe
  1. Taphius
44. Iphimedeia
  1. The Aloadae
45. Laodice
46. Larissa
  1. Achaeus
  2. Pelasgus
  3. Pythius
47. Leis, con gái của Orus
  1. Altephus
48. Libya
  1. Agenor
  2. Belus
  3. Lelex
49. Lysianassa/Anippe
  1. Busiris
50. Mecionice/Europa, con gái của Tityos
  1. Euphemus, Argonaut
51. Medusa
  1. Pegasus
  2. Chrysaor
52. Melantheia, con gái của Alpheus
  1. Eirene
53. Melantho (con gái của Deucalion)
  1. Delphus
54. Melia
  1. Amycus
  2. Mygdon
55. Melissa, con gái của Epidamnus
  1. Dyrrhachius
56. Mestra
57. Mideia
  1. Aspledon
58. Molione
  1. The Molionides
59. Mytilene
  1. Myton
60. Oenope
  1. Megareus of Onchestus (có thể)
61. Olbia, nymph
  1. Astacus
62. Ossa
  1. Sithon (có thể)
63. Peirene
  1. Cenchrias
  2. Leches
64. Periboea
  1. Nausithous
65. Pero, nữ thần/Kelousa, nữ thần
  1. Asopus (có thể)
66. Pitane, nữ thần/ Lena
  1. Euadne
67. Phoenice
  1. Torone
68. Pronoe, con gái của Asopus
  1. Phocus
69. Rhode
  1. Ialysus
  2. Cameirus
  3. Lindus
70. Rhodope, con gái của Strymon
  1. Athos
71. Salamis, con gái của Asopus
  1. Cychreus
72. Satyria, nữ thần của Taras
  1. Taras
73. Syme
  1. Chthonius
74. Themisto
  1. Leucon (có thể)
75. Theophane
  1. Fleece
76. Thyia
77. Tyro
  1. Pelias
  2. Neleus
78. Thoosa
  1. Polyphemus
79. Con gái của Amphictyon, Không rõ tên
  1. Cercyon
80. Nữ thần của Chios, Không rõ tên
  1. Chios
81. Nữ thần của Chios, Không rõ tên (1 người khác)
  1. Melas
  2. Agelus

#### Nam giới
- Nerites
- Pelops
- Patroclus

## Hình tượng
Với vẻ đẹp rực rỡ của một vị thần hùng mạnh cai trị biển cả, Poseidon có một cung điện tráng lệ nguy nga dưới đáy biển sâu. Mỗi khi Thần Poseidon trầm lặng, uy nghi ngồi trên chiếc xe do những con hải thần mã dũng mãnh kéo chạy trên mặt biển mênh mông, khi đó thì sóng biển dạt sang hai bên nhường đường cho thần, xung quanh có những con cá heo nhào lộn đón mừng và từng đàn cá tung tăng bám theo cỗ xe thần thánh. Khi Poseidon khua chiếc đinh ba xuống mặt nước thì biển cả dậy sóng, bão tố kinh hoàng, gây nên những cơn địa chấn rung chuyển mặt đất. Nhưng khi thần chĩa đinh ba lên đầu các ngọn sóng thì chúng ngoan ngoãn dịu đi. Bão tố ngừng thổi và mặt biển trở nên êm dịu hiền hoà như cũ. Chính tay Poseidon chặt ngang các lục địa tạo thành những eo biển, cửa sông. Thần cũng tự tay phát ra các mạch nước nguồn, làm nổi lên những hòn đảo ngoài biển khơi. Cũng chính Poseidon đã giữ gìn cho các lục địa khỏi sụp đổ. Thần thấy Medusa quá đẹp và đã hãm hiếp nàng. Medusa tìm đến sự an ủi từ Nữ thần Athena nhưng bà chỉ thấy kinh tởm (Do trước đây Medusa đã tự mãn cho rằng mình còn đẹp hơn nữ thần Athena). Nữ thần Athena muốn chắc rằng không ai còn muốn Medusa nữa nên Athena đã biến Medusa thành quái vật mình rắn và cả mái tóc bồng bềnh của nàng thành rắn.
| Mười hai vị thần trên đỉnh Olympus                                                                                        |
| Zeus \| Hera \| Poseidon \| Hestia \| Demeter \| Aphrodite \| Athena \| Apollo \| Artemis \| Ares \| Hephaistos \| Hermes |